# 马前卒 (媒体人)
任冲昊（1981年9月—），笔名马前卒、马平，外号马督公、督工，是中国大陆的一位媒体人、专栏作者、前土木工程师。
本科毕业于同济大学土木工程专业，其后以“马前卒”、“马平”等笔名撰写经济战略类文章而闻名。马前卒曾任观察者网新闻总编辑。现为上海锥光网络传播有限公司（马前卒工作室）法定代表人，主持网络时政评论节目《睡前消息》。

## 生平
1981年，出生于河北省承德地区平泉县（现平泉市），父亲是一名司机，母亲是一位英语老师。2002年，毕业于同济大学土木工程专业。毕业后，任苏州市交通设计研究院（后改称中铁建苏州设计研究院）工程师，负责道路桥梁设计工作。2007年9月，任苏州市市政工程设计院有限责任公司西安分公司负责人。2009年11月，任西安同大建筑工程咨询有限公司法定代表人。
马前卒长期活跃在天涯社区、西西河论坛、龙的天空等各类专业网络论坛，以撰写经济战略类文章而知名。同时，马前卒亦曾参与小说《临高启明》的策划和初期编写等工作，该小说主角之一、澳宋国务卿马千瞩即化用自其“马前卒”的笔名。
2012年观察者网成立后，任观察者网新闻总编辑、微信公众号负责人。2012年7月，他与王巍、周小路、白熊合著《大目标：我们与这个世界的政治协商》。2018年4月，马前卒创办上海锥光网络传播有限公司（马前卒工作室），自任该公司法定代表人。其后创立并主持时政评论节目《睡前消息》。

## 相关事件

### 独山县债务问题
2020年7月，马前卒通过观视频工作室发布名为《马前卒暴走，亲眼看看独山县怎么烧掉400亿！》的视频，关注贵州省独山县和三都县的地方债务问题，引发媒体对潘志立主政独山县时遗留多个政绩工程及36家融资平台共400亿人民币债务问题的关注。

### 以岭药业连花清瘟胶囊事件
2022年4月，《睡前消息》指出，以岭药业研发的连花清瘟胶囊未被世界卫生组织认定为有效治疗2019冠状病毒病的药物，得到微博网络红人王思聪转发，造成以岭股价大跌10%，市值蒸发近70亿元。

### 亮亮丽君夫妇事件
2023年11月，马前卒在《睡前消息》第673期评论了亮亮丽君夫妇的经历：他们从农村到大城市郑州打拼，但不幸购买了融创集团的烂尾楼。视频前半部分描述亮亮丽君夫妇在中国房地产市场中遭遇的财务困境和暴力对待，反映了中国社会对勤劳、守法公民的不公正待遇。并揭示了一个更广泛的社会问题：“最勤劳、最守法、最乐观的公民不配得到中国梦，其他所有人更不配”。
视频最初发布在B站等视频平台上，发布后在数小时内被观看超过300万次。后视频在发布次日（GMT+8）在B站删除，删除视频后几个小时马前卒的B站账号马督工被封号（已於2024年12月17日復播）。